# Donald Duck Mini Pocket 8
De Donald Duck Mini Pocket 8 is een Nederlandstalig stripboek, waarin het fictieve personage Donald Duck een hoofdrol speelt.

## Beschrijving
De Donald Duck Mini Pocket 8 is het achtste boek van de elfdelige stripreeks Donald Duck Mini Pockets, een uitgave van Sanoma Media Nederland. De scenario's van de stripverhalen in het boek werden geschreven door de The Walt Disney Company en uit het Engels vertaald door Froukje Hoekstra, onder eindredactie van Jan de Rooij.  Ook de in kleur uitgevoerde tekeningen werden door The Walt Disney Company verzorgd.
Het ongetitelde stripboek, dat werd uitgebracht in 2009, heeft het formaat van een A6-pocketboek. Het voorplat van de omslag is overwegend blauw van kleur. Centraal daarop staat een afbeelding van Donald Duck, die onder water zwemt, uitgerust met een duikbril, een duikcilinder en een ademautomaat (maar zonder zwemvliezen). Hij lijkt te worden bedreigd door een haai, die zich achter en onder hem bevindt.
De Donald Duck Mini Pocket 8 bevat 302 pagina's, die oplopend genummerd zijn. Het boek bevat 8 verhalen van gemiddeld ruim 36 bladzijden. Het langste verhaal in de pocket, De Babylon Bonen, telt 70 pagina's. Het kortste verhaal is Het gelukslot, dat 6 bladzijden lang is.
Het boek is in Nederland in te zien bij de Koninklijke Bibliotheek in Den Haag, maar het wordt niet uitgeleend. In de Belgische Koninklijke Bibliotheek te Brussel is het niet beschikbaar. Op het internet is meer informatie over de Donald Duck Mini Pocket 8 te vinden.

## Inhoud
| Nr. | Verhaal                                  | Hoofdpersonage | Bladzijden  |
| --- | ---------------------------------------- | -------------- | ----------- |
| 1   | Het Waterfeest                           | Donald Duck    | 5 t/m 38    |
| 2   | Familie is niet alles!                   | Donald Duck    | 39 t/m 71   |
| 3   | Het Recht van de Oudste                  | Donald Duck    | 72 t/m 105  |
| 4   | Alles Voor de Eer                        | Donald Duck    | 106 t/m 152 |
| 5   | Als Bankdirecteur                        | Donald Duck    | 153 t/m 194 |
| 6   | De Babylon Bonen (verhaal in twee delen) | Donald Duck    | 195 t/m 265 |
| 7   | Het Gelukslot                            | Donald Duck    | 266 t/m 272 |
| 8   | Kruis Of Munt                            | Donald Duck    | 273 t/m 302 |

## Waardering
De Donald Duck Mini Pocket 8 kreeg op de Vlaamse webstek Stripinfo.be van een recensent vier sterren.